# Carlton (Cambridgeshire)
Carlton – wieś w Anglii, w hrabstwie Cambridgeshire, w dystrykcie South Cambridgeshire. Leży 20 km na wschód od miasta Cambridge i 81 km na północny wschód od Londynu. W 2001 miejscowość liczyła 166 mieszkańców.